# Seleção Irlandesa de Voleibol Feminino
A seleção irlandesa de voleibol feminino é uma equipe europeia composta pelas melhores jogadoras de voleibol da Irlanda. A equipe é mantida pela Associação Irlandesa de Voleibol (Volleyball Association of Ireland). A equipe não consta no ranking mundial da FIVB segundo dados de 6 de outubro de 2015.